# Kalipecabean
Kalipecabean is een bestuurslaag in het regentschap Sidoarjo van de provincie Oost-Java, Indonesië. Kalipecabean telt 9797 inwoners (volkstelling 2010).